# Karlskirche (Kielce)

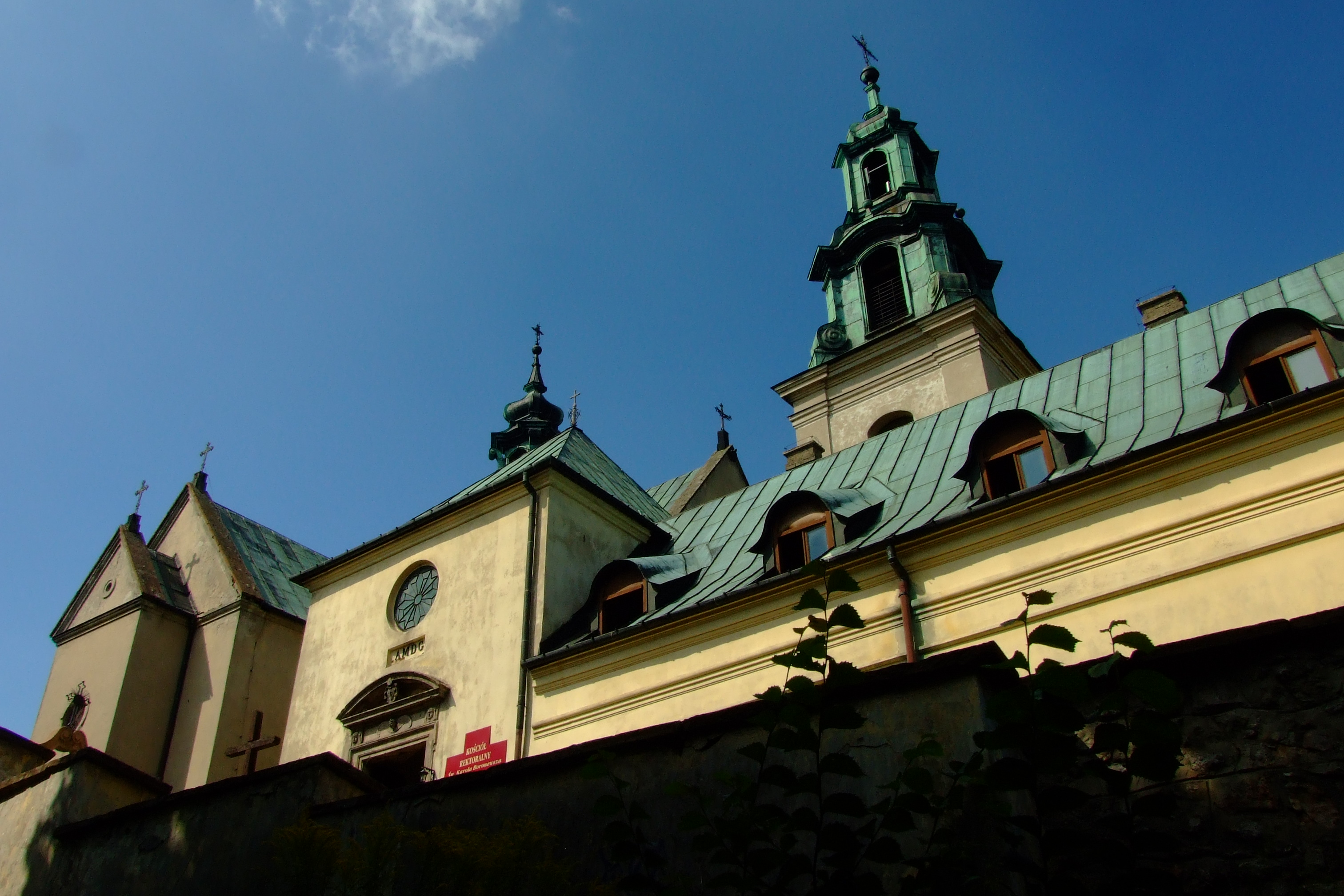
Kloster mit Kirche

Die Karlskirche (polnisch Kościół św. Karola Boromeusza) ist eine römisch-katholische Kirche in Kielce, Polen. Sie steht unter dem Patrozinium des heilgen Karl Borromäus.

## Geschichte und Architektur
Die Kirche wurde von 1624 bis 1628 im Stil des frühen Barocks von dem Krakauer Bischof Marcin Szyszkowski errichtet. 1629 ging das Kloster und die Kirche an die Bernhardiner. 1864 wurde das Kloster aufgelöst. 1918 übernahmen die Schwestern der Gesellschaft vom Heiligen Herzen Jesu das Kloster mit der Kirche. Seit 1957 gehört sie den Pallottinern.